# Neggio
Neggio là một xã thuộc huyện Lugano, bang Ticino, Thụy Sĩ.